# Aedes boneti
Aedes boneti är en tvåvingeart som beskrevs av Gil Collado 1936. Aedes boneti ingår i släktet Aedes och familjen stickmyggor. Inga underarter finns listade i Catalogue of Life.